# The Designated Mourner
The Designated Mourner è una piece teatrale di Wallace Shawn, scritta nel 1996 e successivamente adattata per il cinema dal regista David Hare.
Annoverato dal New York Times nella lista delle più grandi opere teatrali degli ultimi 25 anni, The Designated Mourner si posiziona al decimo posto con il seguente commento: «Un capolavoro del moralista più caustico ed inflessibile del teatro americano di oggi.

## Trama
Tre personaggi: Howard è uno scrittore proveniente da una famiglia altolocata in contrasto polemico con il regime autoritario e conservatore del suo paese; Judy è sua figlia, cervello fino, ma anche spiritosa e commovente, e che nutre grande stima e rispetto per suo padre; infine, Jack è sposato con Judy, ma non condivide più la grande stima che sua moglie nutre per Howard. Il regime diventa sempre più incline a comportamenti repressivi ed inizia a perseguitare perfino gli intellettuali più quieti come Howard e sua figlia.